# Bratnia Pomoc
Bratnia Pomoc, pot. „Bratniak” − nazwa studenckich organizacji samopomocowych, tworzonych od połowy XIX wieku przy polskich uczelniach.

## Historia
Pierwsza taka organizacja powstała w 1859 przy Uniwersytecie Jagiellońskim, później w 1861 na Politechnice Lwowskiej lub w 1863, w 1889 przy Uniwersytecie Warszawskim. Organizacje te miały na celu m.in. rozdzielanie pomocy socjalnej dla niezamożnych studentów poprzez system pożyczek i stypendiów, prowadzenie tanich jadłodajni itp. Prowadziły też działalność oświatową wśród ludności miejskiej i chłopstwa, a także (w zaborze rosyjskim) walkę z rusyfikacją.
W okresie międzywojennym Bratniaki funkcjonowały na kilku uczelniach, m.in. na UJ i UW, a także na Uniwersytecie Jana Kazimierza we Lwowie. Organizacje Bratniej Pomocy w znacznym stopniu (oprócz Uniwersytetu Jagiellońskiego) zdominowane zostały w tym okresie przez Związek Akademicki Młodzież Wszechpolska. W czerwcu 1921 roku na Uniwersytecie Poznańskim doszło do połączenia Bratniej Pomocy z Samopomocą Akademicką. 
Poza terenem kraju Polski Dom Akademicki „Bratniak” działał w latach 1921–1939 na polskim osiedlu Polenhof na terenie Wolnego Miasta Gdańska, służąc studentom Technische Hochschule der Freien Stadt Danzig (późniejsza nazwa: Politechnika Gdańska).
Podczas okupacji niemieckiej w czasie II wojny światowej działały tajne uniwersytety, a w nich – także tajne organizacje Bratniej Pomocy studentów tych uczelni.
Odrodzone po wojnie, około roku 1949–1950 Bratniaki zostały upolitycznione, potem zlikwidowane i zastąpione Zrzeszeniem Studentów Polskich.
Tradycje Bratniaków odrodziły się po przekształceniach ustrojowych w 1989 roku.

## Galeria

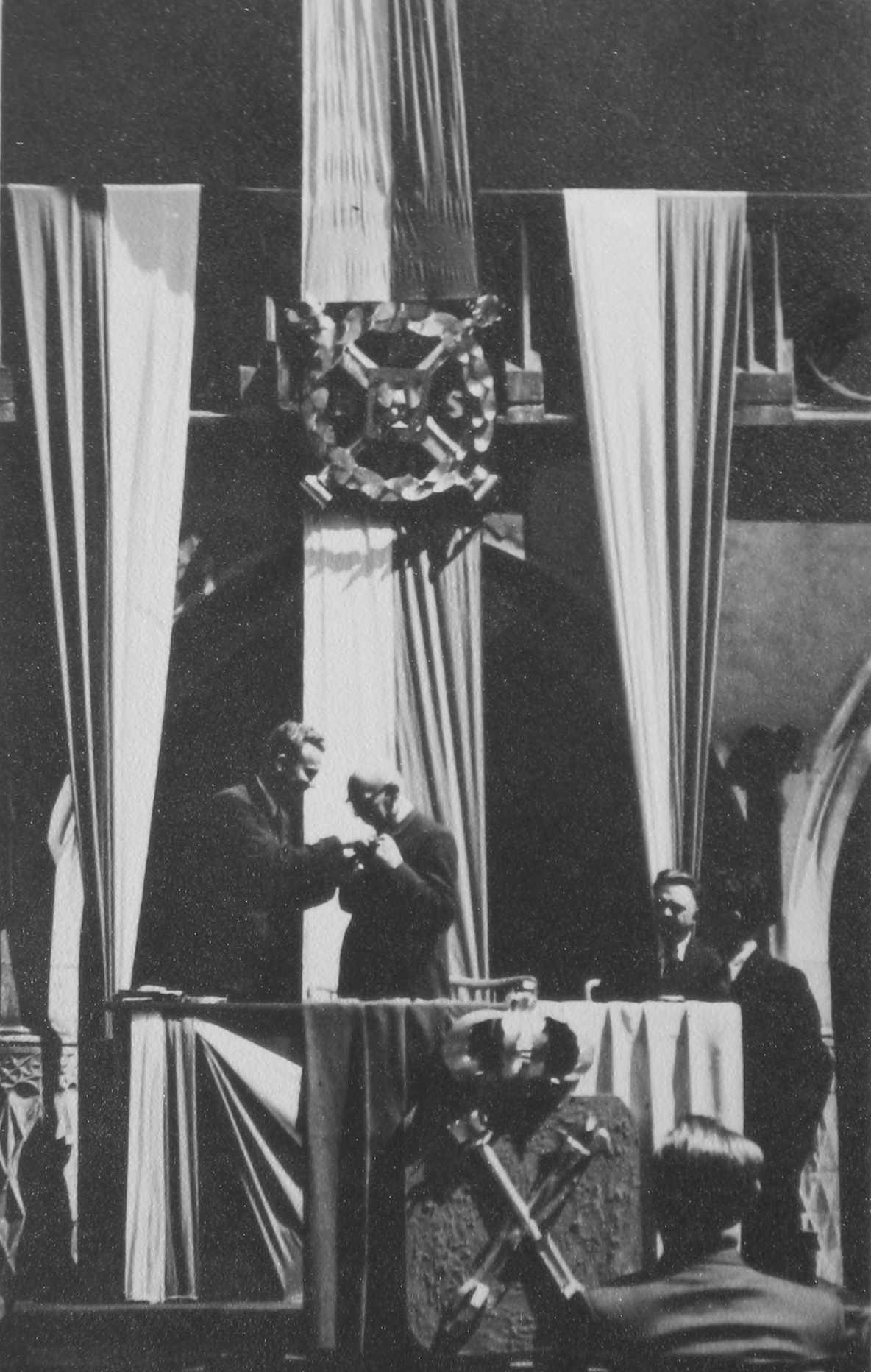
Uroczystości bratniackie na UJ w maju 1947
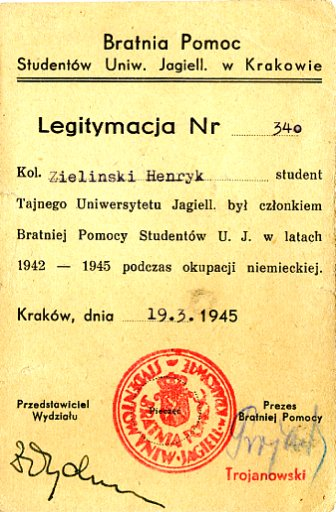
Zaświadczenie o przynależności do Bratniej Pomocy UJ  z okresu tajnego nauczania podczas okupacji niemieckiej.
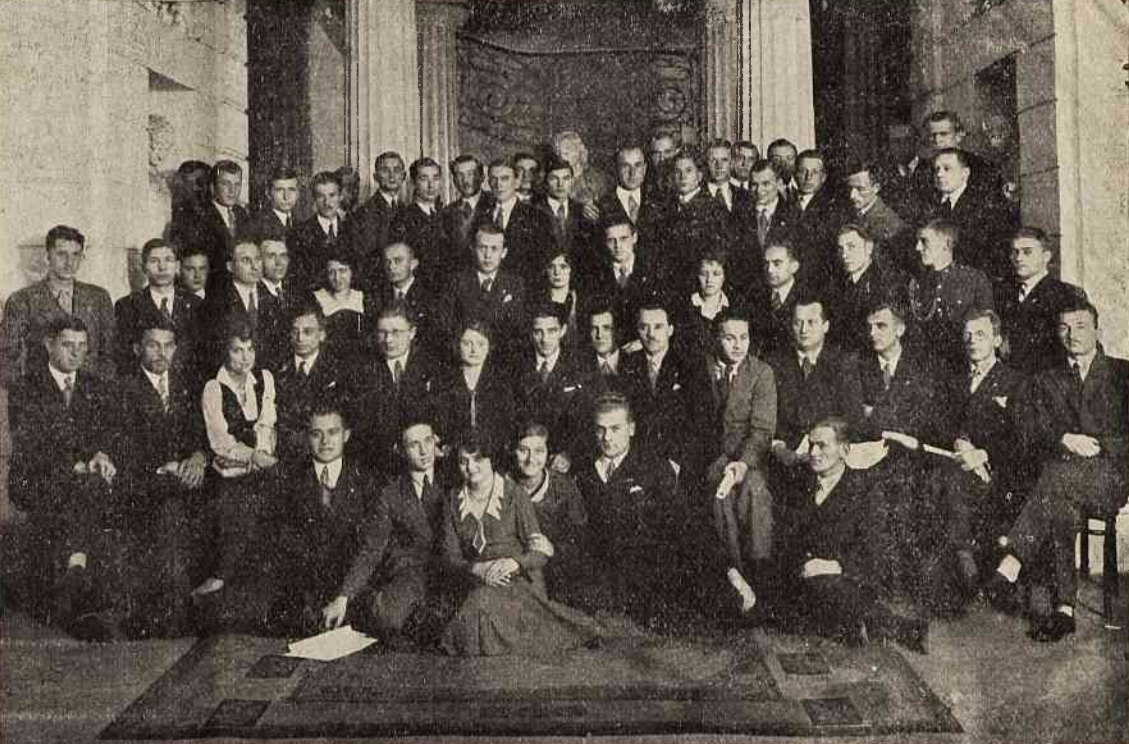
Członkowie Bratniej Pomocy podczas zjadu w 1932 roku. Siedzą: 4-ty od lewej Stanisław Szczegodziński (prezes Bratniej Pomocy w Warszawie), Tadeusz Iskrzycki (Bratnia Pomoc UJ), Wanda Piłsudska (Wilno), Stefan Smolec (Bratnia Pomoc UJ), P. Kurzewski z M.W.R. i O.P., Wrona, Wnuk, Poryeko. Na dole Ignatczenko, Olszewski, Szcurowski. Stoją m. innymi: Edward Wawrzoń (Bratnia Pomoc UJ), Mieczysław Wojtaszewski (Bratnia Pomoc UJ), Kazimierz Soboń(Bratnia Pomoc UJ), Lichtenstein, Barnaś, Kur i inni.
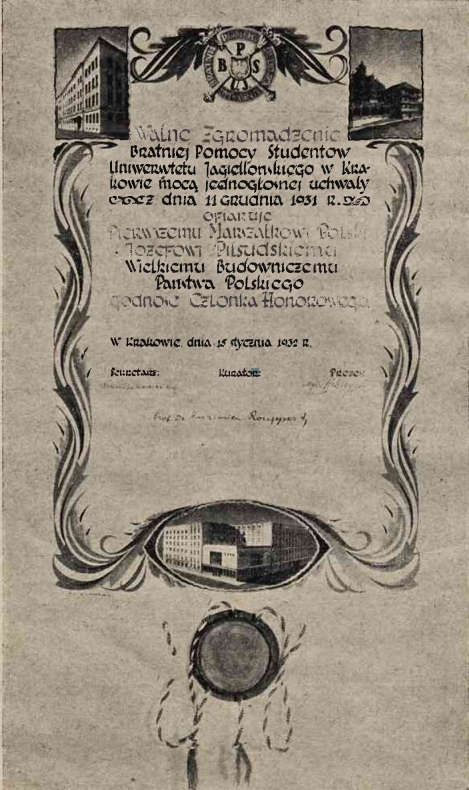
Dyplom Członka Honorowego Bratniej Pomocy Stud. U.J. dla Marszałka Józefa Piłsudskiego z 1932 roku.